# شهدخوار بزرگ

شهدخوار بزرگ

شهدخوار بزرگ (نام علمی: Dreptes thomensis) نام یک گونه از تیره شهدخواران است.